# Kamandou Koura
 (juin 2021).
Si vous disposez d'ouvrages ou d'articles de référence ou si vous connaissez des sites web de qualité traitant du thème abordé ici, merci de compléter l'article en donnant les références utiles à sa vérifiabilité et en les liant à la section « Notes et références ».
Kamadou Koura est une ville du sud-est de la Guinée, située à proximité de la frontière avec le Liberia. C'est un quartier de la commune de Macenta dans la préfecture du même nom et la région de Nzérékoré.

## Géographie
Kamandou Koura est situé à une altitude de 553 m.
Il est limité :
- au nord-est par le quartier Bamala ;
- à l'est par le quartier  Kamandou-Cité ;
- à l'ouest par  le quartier Moilaminidou et Bowa.

## Histoire
Le fondateur et chef de 1980 à 2000 de ce quartier est Mamoudou Kourouma, Douty, un homme politique guinéen né vers 1946 à Ourembaya, mort le 10 mars 2000 à Kankan et inhumé à Ourembaya. Il fut élu pendant plus de 20 ans à la tête du quartier.
Très jeune, il a été le président des jeunes d'Ourembaya pendant des années avant d'immigrer vers le sud de la Guinée aux côtés de son oncle Filamoro Kourouma, inspecteur des douanes à Macenta (chef de poste de Badiaro, à la frontière avec le Liberia).

## Culture
Kamandou Koura participe aux activités culturelles de la commune urbaine et préfectorale de Macenta.
Il y a un vidéo-club et un terrain de football sur place.

## Économie
Les pères fondateurs et la population de Kamandou Koura ont encouragé toutes les activités économiques, plus particulièrement les commerces de proximité.
Kamandou Koura est un quartier de commerçants, une grande partie des commerçants de Macenta vivent dans ce quartier.
La population de Kamandou Koura pratique aussi l’agriculture.

## Eaux

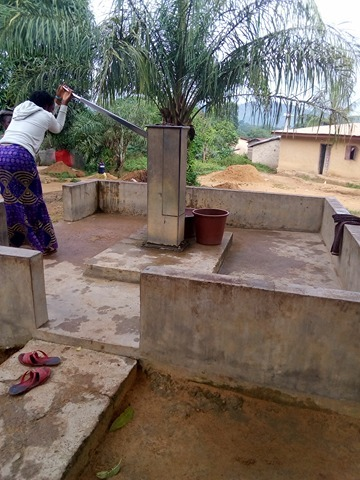
Puits assisté

Aujourd'hui Kamandou Koura a des points d'eau potable et des bassins sur les sources d'eau pour les femmes, ainsi que des puits avec système de poulie assisté.
Kamandou Koura dispose aussi de pompes fonctionnelles, bien que perfectibles.

## Routes

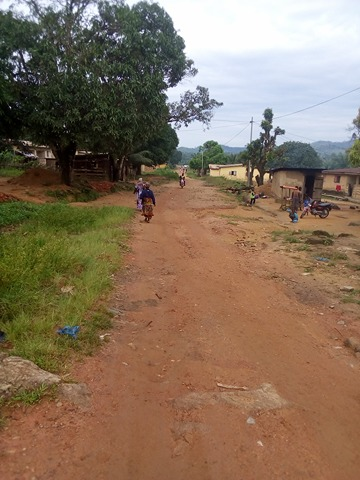
Voirie du quartier Moilaminidou

Des projets de voirie ont également été initiés.

## Écoles

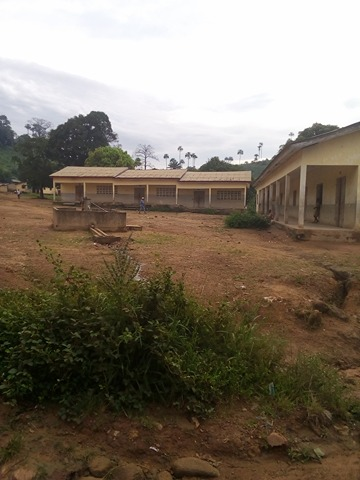
École primaire de Kamandou Koura

En  partenariat avec l'Union européenne et le Plan Guinée dont des locaux se situent dans le quartier de Kamandou Koura, une école primaire moderne publique a été construite en 1997.
On y trouve un complexe privé, l’école Sainte-Thérèse, d'abord publique sous le nom d'école primaire Kaman Kamara, ainsi que le collège Ouezzin Koulibaly.

## Religions
Toutes les croyances sont représentées à Kamandou Koura. Il y a deux mosquées et le foyer de l’église catholique de Macenta qui est associé au complexe privé, Sainte Thérèse.